# أحمد آل خليفة
أحمد بن محمد بن خليفة بن حمد آل خليفة (1929 - 29 مارس 2004) شاعر بحريني. ولد في قرية الجسرة. شغل في شبابه عدّة وظائف حكوميّة، ثم انتقل للأعمال الحرّة، وتفرّغ للشعر والأدب. مثّل بلاده في عدد من المؤتمرات الأدبية في بعض العواصم العربية. له عدة دواوين شعرية وقد طبع دواوينه الأربعة الأولى باسم العناقيد الأربعة في 1980.

## سيرته
ولد أحمد بن محمد بن خليفة بن حمد آل خليفة سنة 1348 هـ/ 1929 في قرية الجسرة لفرع من فروع الأسرة الخليفية الحاكمة. ثم انتقلت عائلته إلى قرية الزلاق وعمره ثلاث سنوات ونشأ فيها وعاش طفولته وصباه بها حتى العام 1951. انتقل إلى المنامة ودرس في مدارسها الرسمية حتى المرحلة الثانوية، ثم تقلى دروسًا في اللغة العربية على يد بعض الأساتذة.

شغل في شبابه عدة وظائف حكومية ثم انتقل إلى الأعمال الحرة وتفرّغ للشعر والأدب. مثّل البحرين في مؤتمرات أدبية بالرياض والتونس. كما مثّلها في المهرجان الأدبي الكبير الذي أُقيم بمصر.

توفي أحمد بن محمد آل خليفة في اليوم 29 مارس 2004 /8 صفر 1425.

## شعره
كتب الشعر منذ وقت مبكر من حياته ونشر بواكير نتاجه الشعري في مجلة المستمع العربي البريطانية، ثم توالى نشره في عدد من المجلات الخليجية والعربية وهو في شعره متأثر بالشعراء علي محمود طه وعمر أبي ريشة وحسب رأي كامل سلمان الجبوري «في شعره رزانة واضحة، ولمظاهر البيئة أثرها الواضح في شعره.» يعد من شعراء الوطنية وله شعر نبطي أيضًا. تُرجم شعره إلى الإنجليزية والألمانية.

## جوائزه
- تلقى وسام الشعر بمسقط.[3]

## مؤلفاته
- من أغاني البحرين، 1955
- هجير وسراب، 1962
- بقايا الغدران، 1966
- القمر والنخيل، 1980
- العناقيد الأربعة، مجموع دواوينه الأربعة الأولى، 1980
- غيوام في الصيف، 1988
- ماذا قالت البحرين للكويت، 1991
- عبير الوادي، 2001

وأعد إبراهيم محمد الحادي كتابا سمَّاه قدسيات الشاعر الشيخ أحمد بن محمد آل خليفة ضم فيه القصائد التي تحدث فيها الشاعر عن القدس والجهاد من أجلها.